# Horná Mariková
Horná Mariková (allemand : Obermarikowa, hongrois : Felsőmarikó) est un village de Slovaquie situé dans la région de Trenčín.

## Histoire
La première mention écrite du village date de 1828.

## Démographie

### Évolution de la population
| Année:               | 1994. | 2004.    | 2014.    | 2024.   |
| -------------------- | ----- | -------- | -------- | ------- |
| Nombre de personnes: | 908   | 757      | 613      | 583     |
| Différence:          |       | -16,62 % | -19,02 % | -4,89 % |

| Année:               | 2023. | 2024.   |
| -------------------- | ----- | ------- |
| Nombre de personnes: | 574   | 583     |
| Différence:          |       | +1,56 % |